# Копанка (Харьковская область)
Копанка (укр. Копанка), село, Червоно-Донецкий поселковый совет, Балаклейский район, Харьковская область.

## Географическое положение
Село Копанка находится в 3-х км от административного центра совета пгт Донец.
В 2-х км протекает река Северский Донец.
Вокруг много озёр.

## История
Являлось селом Андреевской волости Змиевского уезда Харьковской губернии Российской империи.
Во время Великой Отечественной войны село находилось под немецкой оккупацией. 
Население по переписи 2001 г. составляло 141 (55|86 м/ж) человек.